# 波伊廷格地图

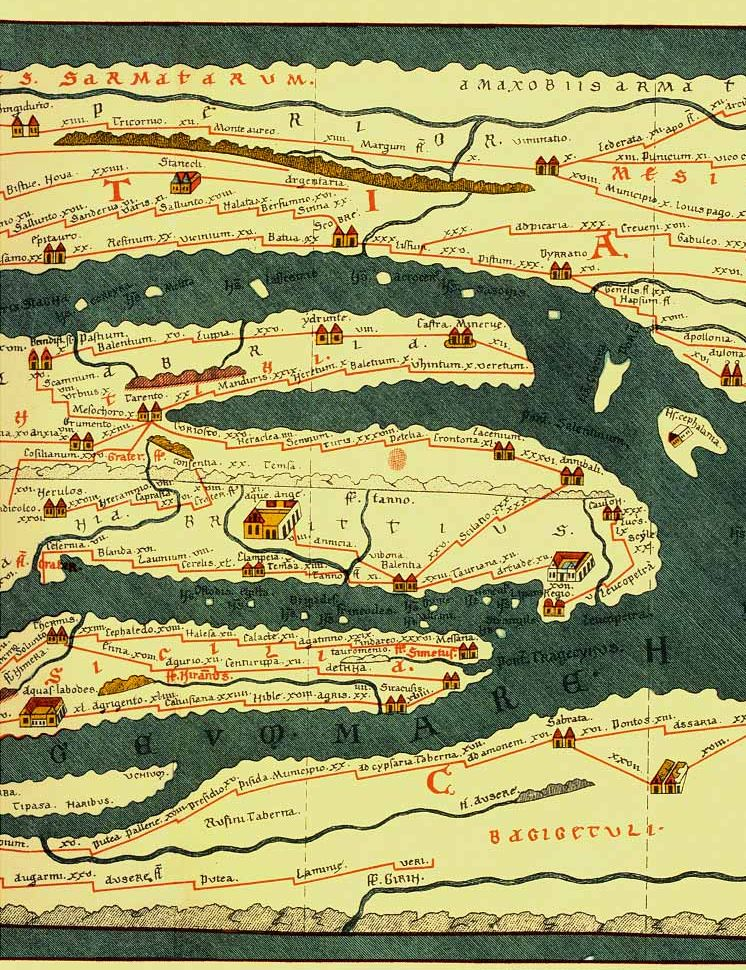
波伊廷格地图（局部）——从上到下为达尔马提亚海岸、亚得里亚海、意大利南部、西西里岛、非洲地中海沿岸

波伊廷格地图（拉丁語：Tabula Peutingeriana，又译普丁格地图、波伊廷格古地图等）是一幅古罗马路线地图（itinerarium），展示了罗马帝国邮驿系统（cursus publicus）道路网络的布局。得名自十五、十六世纪德国的人文主义者、古籍收藏家康拉德·波伊廷格。
现存的波伊廷格地图可能是罗马帝国时期原始地图的13世纪羊皮纸副本，其范围涵盖了欧洲（不包括伊比利亚半岛和不列颠群岛）、北非和亚洲部分地区（包括中东、波斯和印度）。有一种说法认为该地图的原本成稿于4或5世纪，其中包含阿格里帕在奥古斯都皇帝统治期间（前27年-14年）最初绘制的世界地图的副本。而古典学家埃米莉·阿尔布则提出现存地图的原本来自于加洛林王朝时期。
这幅地图由著名的人文主义者康拉德·策尔蒂斯发现于沃尔姆斯的书库中，他去世后将其遗赠给了他的朋友、经济学家和考古学家康拉德·波伊廷格（波伊廷格地图也因此得名），当时与波伊廷格有交往的一些人认为该地图是由策尔蒂斯偷走的，波伊廷格其后又将其送给了神圣罗马帝国皇帝马克西米利安一世。
波伊廷格地图现保存于维也纳奥地利国家图书馆。